# Pałac w Wornianach
Pałac w Wornianach – pałac rodziny Abramowiczów wybudowany w XVIII w. w Wornianach. Obiekt spłonął po zakończeniu I wojny światowej.
Pałac był częścią zespołu pałacowo-parkowego. Obecnie zachowały się budynki gospodarcze: młyn, dwa spichlerze, neogotycka wieża z pocz. XX wieku postawiona na sztucznej wyspie, na stawie oraz park. Przy pałacu działały browar i tartak.

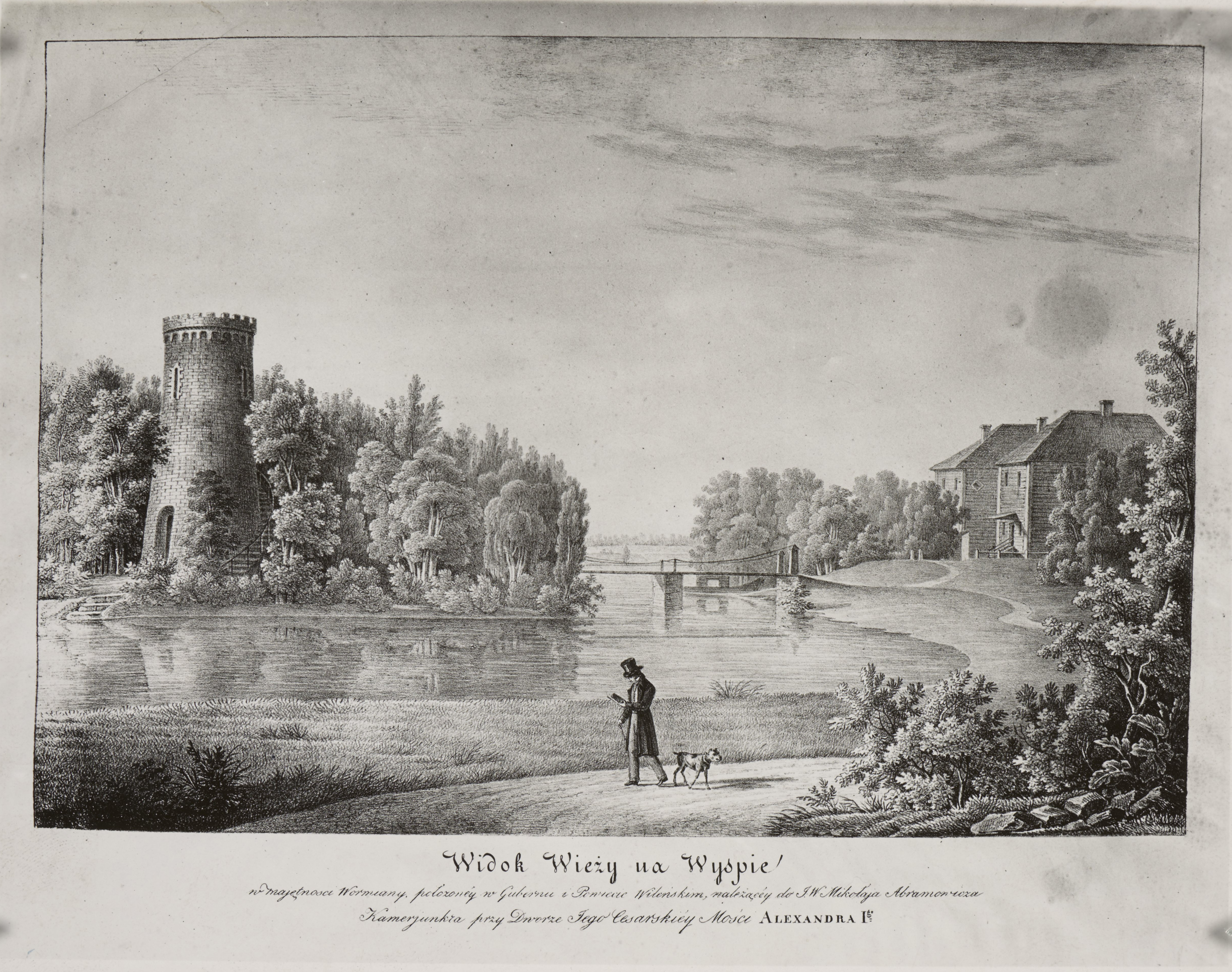
Pałac i wieża na wyspie
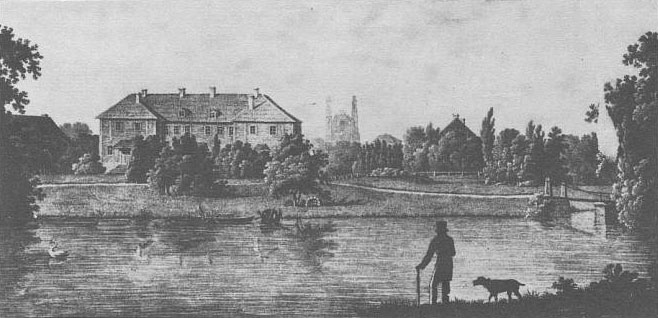
Pałac i kościół
Dziedziniec pałacu, miasto i kościół
Wyspa z wieżą, browar, młyn, tartak
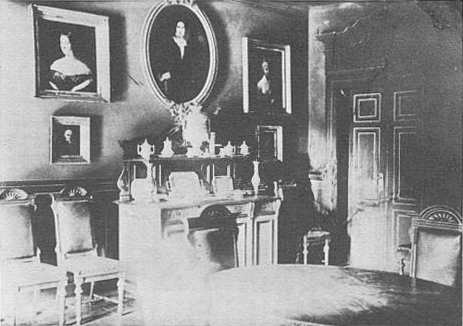
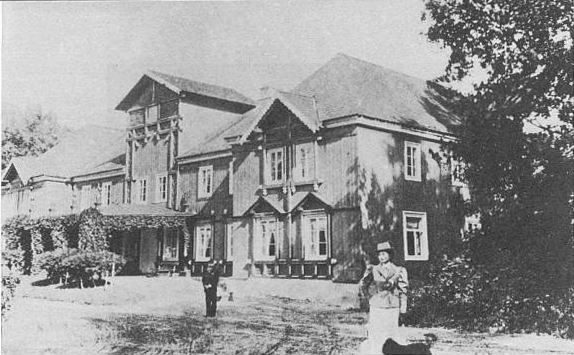